# Otto Stutzer
Otto Stutzer (* 20. Mai 1881 in Bonn; † 29. September 1936 in Freiberg) war ein deutscher Geologe.

## Leben

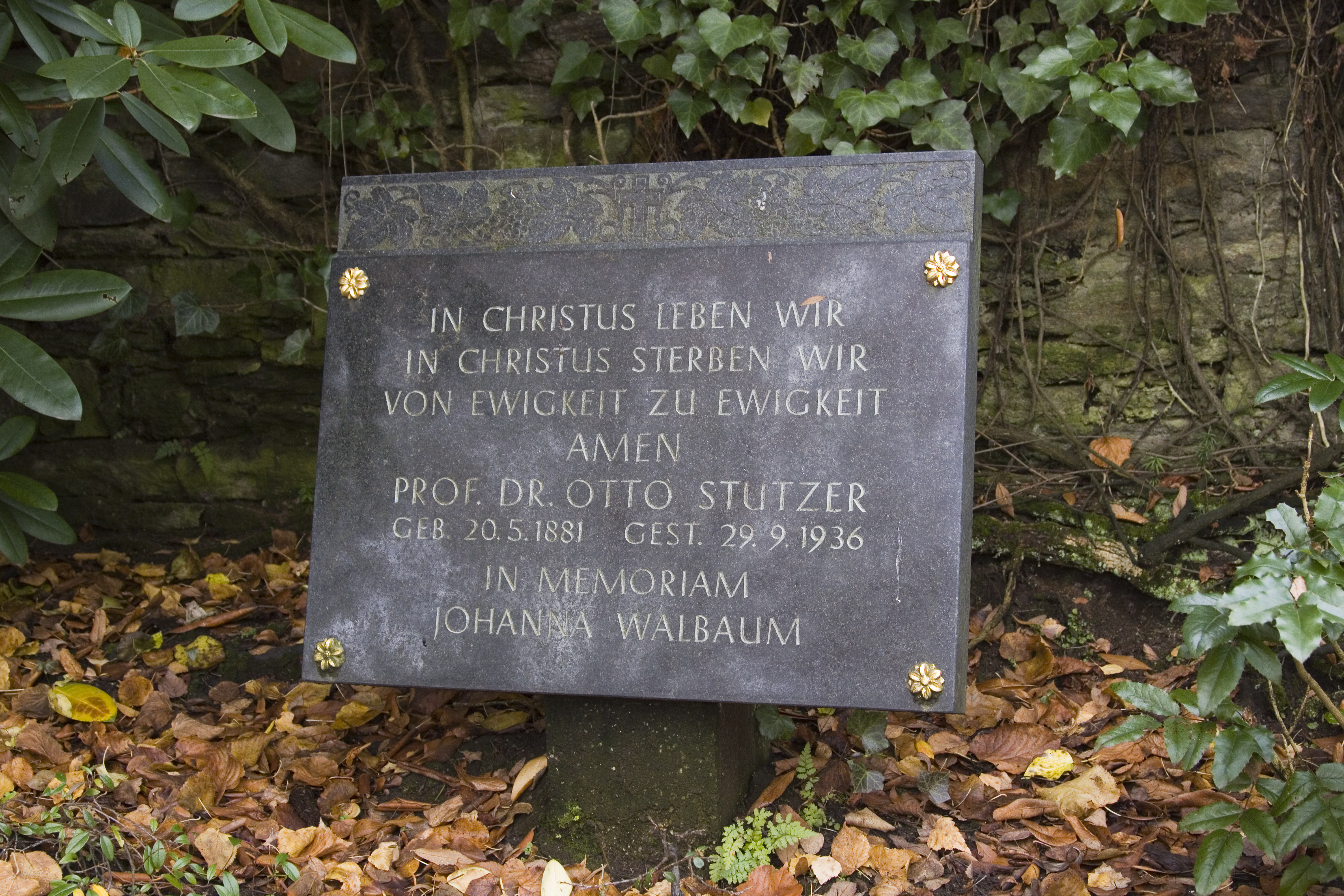
Stutzers Grab in Freiberg

Als Sohn des Universitätsprofessors Albert Stutzer wurde Otto Stutzer 1881 in Bonn geboren. Er besuchte das Gymnasium in Bonn und Breslau und studierte anschließend Geologie und Naturwissenschaften in Königsberg, München, Tübingen und Heidelberg. 1904 promovierte er in Tübingen.
1905 reiste er zu den Erzlagerstätten von Kiruna und Gällivare (Lappland). Im gleichen Jahr ging er an die Bergakademie Freiberg, wo er zunächst als Assistent von Richard Beck wirkte. Seine Habilitationsschrift aus dem Jahr 1907 wurde mit der Carnegie-Medaille des Londoner Iron and Steel Institute in Silber geehrt. 1913 wurde Stutzer a.o. Professor für Geologie. 
Sein Forschungsschwerpunkt verlagerte sich mehr und mehr von Erzen auf Kohle und Erdöl. 1927 wurde in Freiberg das Institut für Brennstoffgeologie gegründet, Otto Stutzer wurde dessen Leiter und ordentlicher Professor der Bergakademie. Großen Anteil hatte er am systematischen Aufbau der Brennstoffgeologischen Sammlung.
Stutzer war mehrere Jahre Mitarbeiter der Sächsischen Geologischen Landesanstalt und ein Dreivierteljahr der Geological Survey of Canada. Studienreisen führten ihn in zahlreiche europäische Länder, durch Nordafrika und Kleinasien. In Belgisch-Kongo, Kanada und Alaska sowie Südamerika hielt er sich für längere Zeit zu wissenschaftlichen Zwecken auf. So war er in Kolumbien zwei Jahre für den geologischen Dienst einer Erdölgesellschaft tätig, bereiste Venezuela und wurde 1924 Direktor der Comisión Científica Nacional in Bogotá.
1929 untersuchte er Braunkohlenvorkommen in der Sowjetunion. Er unterzeichnete im November 1933 das Bekenntnis der Professoren an den deutschen Universitäten und Hochschulen zu Adolf Hitler. 1935 wurde Stutzer als erster Nicht-Amerikaner Präsident der Society of Economic Geologists. 
Eine seiner letzten Veröffentlichungen befasste sich mit dem Nördlinger Ries. Stutzer hatte auf seinen Reisen Ähnlichkeiten zwischen dem Ries und dem Barringer-Krater in Arizona festgestellt und vertrat die Ansicht, dass ein Meteoriteneinschlag die Ursache für die Entstehung des Rieses war. Im Jahr 1960 konnten die US-amerikanischen Geologen Eugene Shoemaker und Edward C. T. Chao anhand von Gesteinsproben nachweisen, dass Stutzers Theorie richtig war.
Otto Stutzer starb 55-jährig unerwartet an einem Herzinfarkt. Der höchste Berg am Nordenskiold River im kanadischen Yukon-Territorium wurde ihm zu Ehren „Mount Stutzer“ genannt.

## Veröffentlichungen (Auswahl)
- Geologie der Umgegend von Gundelsheim am Neckar. Dissertation, Tübingen, 1904
- Geologie und Genesis der lappländischen Eisenerzlagerstätten. Habilitationsschrift, Freiberg, 1907
- The geology and origin of the Lapland iron ores. Reprint der Habilitationsschrift. In: Journal of the Iron and Steel Institute. No. II/Vol. LXXIV/1907, S. 106–206
- Geologisches Kartieren und Prospektieren. Berlin, 1919
- Die wichtigsten Lagerstätten der Nicht-Erze (3 Bde., 1911–1923)
- Mikroskopische Anschliff-Bilder sächsischer Steinkohlen. Freiberg, 1929
- Unterkarbonische Braunkohle von Moskau. In: Zeitschrift der Deutschen Geologischen Gesellschaft 8/82/1930, S. 453–462
- Überblick über den geologischen Aufbau des erzgebirgischen Steinkohlenbeckens. Freiberg, 1930
- Erdöl. Allgemeine Erdölgeologie und Überblick über die Geologie der Erdölfelder Europas. Berlin, 1931
- „Meteor Crater“ (Arizona) und Nördlinger Ries. In: Zeitschrift der Deutschen Geologischen Gesellschaft. 8/88/1936, S. 510–523